# Zimbo Trio
Zimbo Trio é um trio instrumental brasileiro surgido no ano de 1964. Foi formado originariamente por Amilton Godói ao piano, Luís Chaves no contrabaixo e Rubinho Barsotti na bateria.

## Origem do nome
O termo Zimbo, retirado do dicionário afro-brasileiro, significa boa sorte, felicidade e sucesso.
Zimbo era também uma antiga moeda que circulava no Congo e em Angola. No Brasil colonial o Zimbo era uma dentre tantas moedas africanas que circulavam na colônia..

## Biografia
O Zimbo Trio foi formado em março de 1964 em São Paulo por Luís Chaves Oliveira da Paz "Luís Chaves" (contrabaixo), Rubens Alberto Barsotti "Rubinho" (bateria) e Amilton Godói (piano).
A primeira apresentação como Zimbo Trio foi na Boate Oásis, em 17 de março de 1964, acompanhando a cantora Norma Bengell. O show foi produzido por Aloysio de Oliveira. Uma das músicas tocadas foi "Consolação" de Baden Powell e Vinicius de Moraes. Ainda nesse ano seriam os intérpretes de música de Rogério Duprat para o filme de Walter Hugo Khouri, com Norma Bengell, Noite Vazia.
Em 1965, o Zimbo Trio passou a fazer acompanhamento fixo do programa O Fino da Bossa, da TV Record, apresentado por Elis Regina e Jair Rodrigues, um dos mais importantes na divulgação de novos talentos musicais.
Em 1968, participou de um show antológico no Teatro João Caetano que reuniu Elizeth Cardoso, Jacob do Bandolim e o conjunto Época de Ouro. O fruto deste encontro foi o registro de dois volumes gravados ao vivo.
Em 1973, o trio, juntamente com o baterista João Rodrigues Ariza "Chumbinho", fundaram, em São Paulo, o Centro Livre de Aprendizagem Musical - CLAM, voltado para a formação musical ampla, sem separação entre erudito e popular. Dirigida pelo Zimbo Trio, esta escola formou gerações de músicos.
Em 2007, faleceu o contrabaixista Luís Chaves, um dos fundadores do Zimbo Trio. Itamar Collaço (baixo elétrico) ficou encarregado de levar adiante o legado do músico ao substituí-lo. Com a entrada de Itamar, o Zimbo Trio introduziu o baixo elétrico.
Em 2010, o contrabaixo acústico voltou ao trio com a entrada de Mario Andreotti, que substituiu Itamar Collaço.
Atualmente, o Zimbo Trio é formado por Amilton Godói (piano), Mario Andreotti (contrabaixo) e Percio Sapia (bateria), que divide o palco com seu mestre Rubinho Barsotti, que se recupera de uma cirurgia.
Em uma nova fase, o trio, que em alguns shows atua como um quarteto, apresenta um repertório autoral baseado em composições do pianista Amilton Godói, trabalho registrado em CD e DVD em show ao vivo realizado em novembro de 2010 no Teatro Fecap com show de lançamento em maio de 2011 no Auditório Ibirapuera.
Com mais de 45 anos de carreira e 51 discos gravados, o Zimbo Trio conquistou reconhecimento mundial, excursionando por países dos 5 continentes, divulgando a música instrumental brasileira.
Em 15 de abril de 2020 faleceu  Rubens Alberto Barsotti "Rubinho".

## Formações
1964 - 2007
- Luís Chaves Oliveira da Paz "Luís Chaves" (contrabaixo)
- Rubens Alberto Barsotti "Rubinho" (bateria)
- Amilton Godói (piano)

2007 - 2010
- Itamar Collaço (baixo elétrico)
- Rubens Alberto Barsotti "Rubinho" (bateria)
- Amilton Godói (piano)

2010 - presente
- Mario Andreotti (contrabaixo)
- Percio Sapia (bateria)
- Amilton Godói (piano)

## Discografia
- 1999 - 35 anos - Movieplay
- 1997 - Zimbo Trio - RGE
- 1996 - Brasil musical-Série Música Viva-Zimbo Trio e Maurício Einhorn - Tom Brasil
- 1995 - Caminhos cruzados-Zimbo Trio interpreta Tom Jobim - Movieplay
- 1994 - Entre amigos/Claudya & Zimbo Trio - Movieplay
- 1994 - Elizeth Cardoso, Jacob do Bandolim, Zimbo Trio e Época de Ouro-Ao vivo no Teatro João Caetano-19 fev' 68 - Tartaruga *Japão -
- 1993 - Instrumental no CCBB-Canhoto da Paraíba e Zimbo Trio - Tom Brasil
- 1993 - Aquarela do Brasil - Movieplay
- 1992 - Clã do Clam
- 1989 - Zimbo Trio e as crianças - Clam
- 1986 - Zimbo Trio interpreta Milton Nascimento - Clam/Continental
- 1983 - Trocando em miúdos a tristeza do Jeca - Clam/Continental
- 1982 - Zimbo convida Sebastião Tapajós - Clam
- 1982 - Zimbo convida - Clam
- 1979 - Zimbo convida Sonny Stitt - Clam/Continental
- 1978 - Zimbo - CLAM/Continental
- 1977 - Fragmentos inéditos do histórico recital realizado no Teatro João Caetano em 19 de fevereiro de 1968-Elizeth Cardoso, Jacob do Bandolim, Zimbo Trio e Época de ouro-vol. 3 - Museu da Imagem e do Som
- 1976 - Zimbo - RGE
- 1974 - FM Stéreo - Phonogram
- 1973 - Opus pop nº 2 - Phonogram
- 1972 - Opus pop-Zimbo Trio e orquestra-Clássicos com bossa - Phonogram
- 1971 - Strings and brass plays the hits - Phonogram
- 1970 - É de manhã. Elizeth Cardoso e Zimbo Trio - Copacabana
- 1969 - Zimbo Trio + Cordas-vol. II
- 1969 - Decisão-Zimbo Trio + Metais - RGE
- 1969 - Elizeth e Zimbo Trio balançam na Sucata - Copacabana
- 1968 - É tempo de samba-Zimbo Trio + Cordas
- 1968 - Ao vivo no Teatro João Caetano-vol. I-Elizeth Cardoso, Zimbo Trio, Jacob do Bandolim e Época de Ouro - Museu da Imagem e do Som
- 1968 - Ao vivo no Teatro João Caetano-vol. II-Elizeth Cardoso, Zimbo Trio, Jacob do Bandolim e Época de Ouro - Museu da Imagem e do Som
- 1967 - Zimbo Trio-vol. III
- 1966 - Zimbo Trio-vol. II - RGE
- 1965 - Zimbo Trio - RGE
- 1965 - O fino do Fino-Elis Regina e Zimbo Trio - Philips